# Henri Jordan
Heinrich „Henri“ Jordan (* 30. September 1833 in Berlin; † 10. November 1886 in Königsberg) war ein deutscher Philologe und Hochschullehrer, der aus einer Hugenottenfamilie stammte, die nach ihrer Aufnahme durch den großen Kurfürsten Friedrich Wilhelm seit 1685 in Berlin lebte.

## Leben
Jordan war ein Sohn des Albert Jordan († 1854) und dessen Frau Henriette (geborene Falkmann). Er besuchte viereinhalb Jahre lang das Joachimsthalsche Gymnasium unter dem Direktorat von August Meineke. Dort waren unter anderem Wilhelm von Giesebrecht, Wilhelm Julius Carl Mützell und Moritz Ludwig Seyffert seine Lehrer.
Er studierte von 1852 bis 1854 an der Rheinischen Friedrich-Wilhelms-Universität Bonn und nach dem Tod des Vaters bis 1856 an der Friedrich-Wilhelms-Universität Berlin bei Moriz Haupt und Martin Hertz. Seine Dissertation handelte von Marcus Porcius Catos Reden, die nur in Fragmenten vorlagen. In Berlin wirkte er als Schulamtskandidat am Friedrichswerderschen Gymnasium. Er beschäftigte sich weiterhin mit den Schriften, die zu Cato vorlagen, und versuchte eine vollständige Sammlung der Bruchstücke zusammenzutragen. Hierfür arbeitete er eng mit Haupt und Theodor Mommsen, aber auch mit gleichaltrigen Studenten wie Emil Hübner, der später sein Schwager wurde, Woldemar Ribbeck, Heinrich Degenkolb und Eduard Lübbert zusammen. Ostern 1861 habilitierte er sich mit einer Darstellung des literarischen Wirkens des Cato, in dem er diesen als originellen, geist- und charaktervollen Mann darstellte, der es geschafft habe, durch seine Persönlichkeit den Verfall der altrömischen Sitten aufzuhalten.
Vom Herbst 1861 bis Ostern 1863 hielt er sich in Italien auf, wo er Rom besuchte. Dort sammelte er Materialien für die Scriptores historiae Augustae, die er 1864 in zwei Bänden gemeinsam mit Franz Eyssenhardt veröffentlichte, und wandte sich den Schriften Sallusts zu. Dazu ließ er sich aus der Pariser Bibliothek den Codex Parisinus Sorbonicus N. 500 nach Berlin übersenden und gab anschließend einen Essay Zur Kritik des Sallustius heraus.
Er wurde 1867 ordentlicher Professor der Klassischen Philologie an der Albertus-Universität Königsberg. 1875/1876 war er Rektor der Albertina. Er arbeitete eng mit Christian Hülsen und Rodolfo Lanciani zusammen. Er befasste sich neben den antiquarischen Studien auch mit der Grammatik und den Entwicklungsgesetzen der lateinischen Sprache. Er fasste seine Erkenntnisse in dem Werk Kritische Beiträge zur Geschichte der lateinischen Sprache (Berlin 1879) zusammen.
Er besuchte mehrfach Rom und verlegte seine Forschungsgebiete, die anfänglich den Fragmenten von Texten gegolten hatten, auch auf andere Themen. Sein Hauptwerk ist die 1870 bis 1885 in zwei Bänden erschienene Topographie der Stadt Rom im Altertum, die unvollendet blieb. Seine letzte Reise nach Rom unternahm er 1879, als er gemeinsam mit Franz Bücheler dorthin entsandt wurde, um dem Instituto Archeologico zu dessen 50-jährigem Bestehen im Namen der deutschen Universitäten die Glückwünsche der Gelehrtenwelt zu überbringen.

## Familie
Jordan hatte sich in Königsberg mit Anna Maria Mathilde (1842–1918) verheiratet, der zweiten Tochter des Historikers und Philologen Johann Gustav Droysen. Das Paar hatte mehrere Kinder und verbrachte den Herbst oftmals im benachbarten Seebad Neuhäuser.

## Schriften (Auswahl)
- Quaestionum Catonianarum capita duo. Dissertation, Berlin 1856.
- M. Catonis praeter librum de re rustica quae extant. Leipzig 1860 (Latein, archive.org).
- Scriptores historiae Augustae. Band 1, Berlin.
- Topographie der Stadt Rom im Altertum. 2 Bände, Berlin 1870–1885.
- Forma urbis Romae. Berlin 1874.
- Kritische Beiträge zur Geschichte der lateinischen Sprache. Berlin 1879 (archive.org).
- Capitol, Forum und Sacra Via in Rom. Berlin 1881.
- Marsyas auf dem Forum in Rom. Berlin 1883.
- C. Sallusti Crispi Catilina, Jugurtha, historiarum reliquae codicibus servatae. Accedunt rhetorum opuscula Sallustiana. Berlin 1887 (Latein, archive.org Nach Jordans Tode hrsg. von Paul Krueger).

Jordan gab 1881 die 3. Auflage von Ludwig Prellers Römischer Mythologie in Berlin heraus.